# Гестел, Лео (художник)
Лео Гестел (нидерл. Leo Gestel; 11 ноября 1881, Вурден — 26 ноября 1941, Хилверсюм) — нидерландский живописец, ключевая фигура голландского модернизма. Художник создавал портреты, пейзажи провинциальных городов Голландии, пейзажи. Работал карикатуристом и художником периодических изданий. В своем творчестве использовал художественные возможности разных стилистических систем, среди которых кубизм, реализм, модернизм, постимпрессионизм. Автор художественного стиля Люминизм.

## Биография
Лео Гестел родился 11 ноября 1881 года в Вурдене.
Его отец Виллем Гестел также был художником. Лео Гестел в своих работах, как художник, экспериментировал с разными художественными стилями, такими как кубизмом, экспрессионизмом, футуризмом и постимпрессионизмом. Вместе с художником Питом Мондрианом он был одним из ведущих художников стиля голландского модернизма.
Гестел получил первые уроки в искусстве живописи от своего отца, Виллема Гестела — директора художественной школы, и своего дяди, Диммера Гестела, которые рисовал с художником Винсентом Ван Гогом. Имея финансовые проблемы Геслел занимался рисованием рекламных объявлений, иллюстрированием книг. Посещал он также вечерние классы в Национальной академии изобразительного искусства.
В своё время в Париже он заинтересовался авангардным движением. В 1913 году Хервас (Herwarth) Уолден предложил ему выставить свои работы в «Erster Deutscher Herbstsalon» в Берлине.
В 1914 году Гестел провел некоторое время на Майорке. Там он в работал в основном в стиле кубизма.
Лео Гестел обычно проводил лето в Северной Голландии в Бергене (Buerweg), где он поселился в 1921 году в здании, спроектированном его другом Streefkerk, которое до сих пор существует. Здесь он присоединился к художественной школе Бергена. Вместе с Маттеусом Вигманом стал главой «Бергенской группы» (С. Шварц, Я. Слёйтерс, Пит Вигман, Филарси и другие). В 1929 году большинство его работ были уничтожены во время пожара, уничтожившего его мастерскую. После этого художник жил в Blaricum.
Некоторое время художник работал в своей студии в Бларикуме, где в его стиль работы все больше приближался к абстракции. В 1939 году он расписал почтамт в Хилверсуме.
Скончался Лео Гестел 26 ноября 1941 года в Хилверсюме (Северная Голландия, Нидерланды).
В своих работах Лео Гестел разработал художественный стиль Люминизм, делающий акцент на сочетании световых эффектов с импрессионизмом. Этот стиль художник использовал для рисования ландшафтов вокруг Вердена. Позже он больше использовал стиль кубизма в конце концов многие — стиль экспрессионизма. Некоторое время Гестел работал также в стиле фовизма — стиля с характерной яркостью цветов и упрощением изображаемой формы.

## Галерея

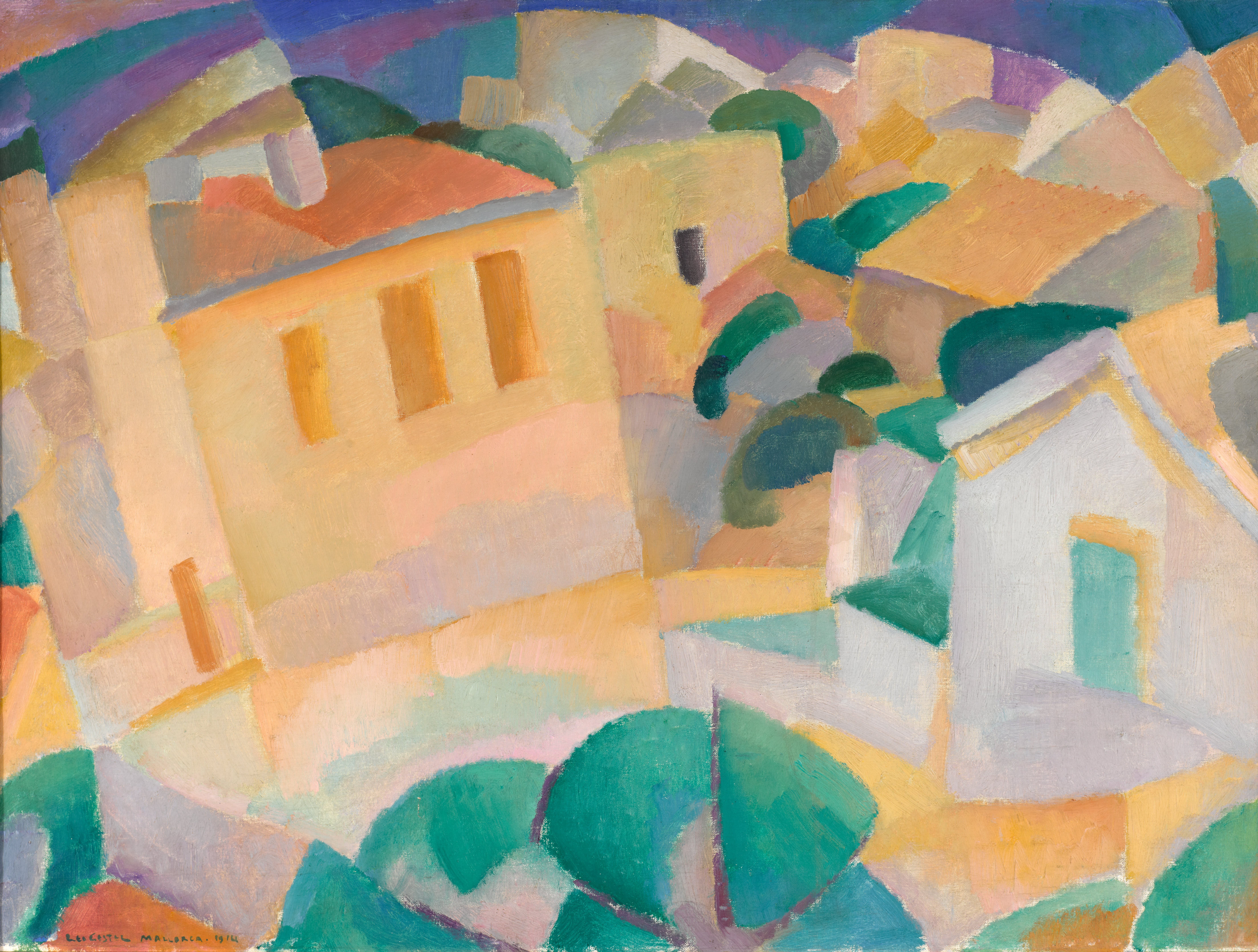
Майорка, Террено
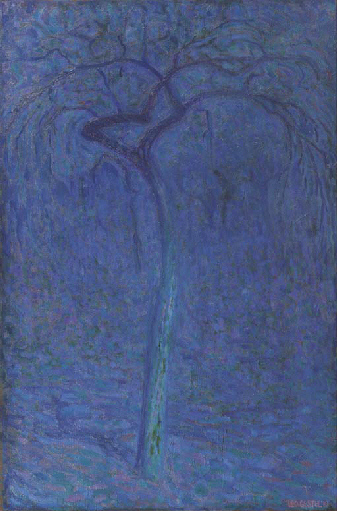
Голубое дерево
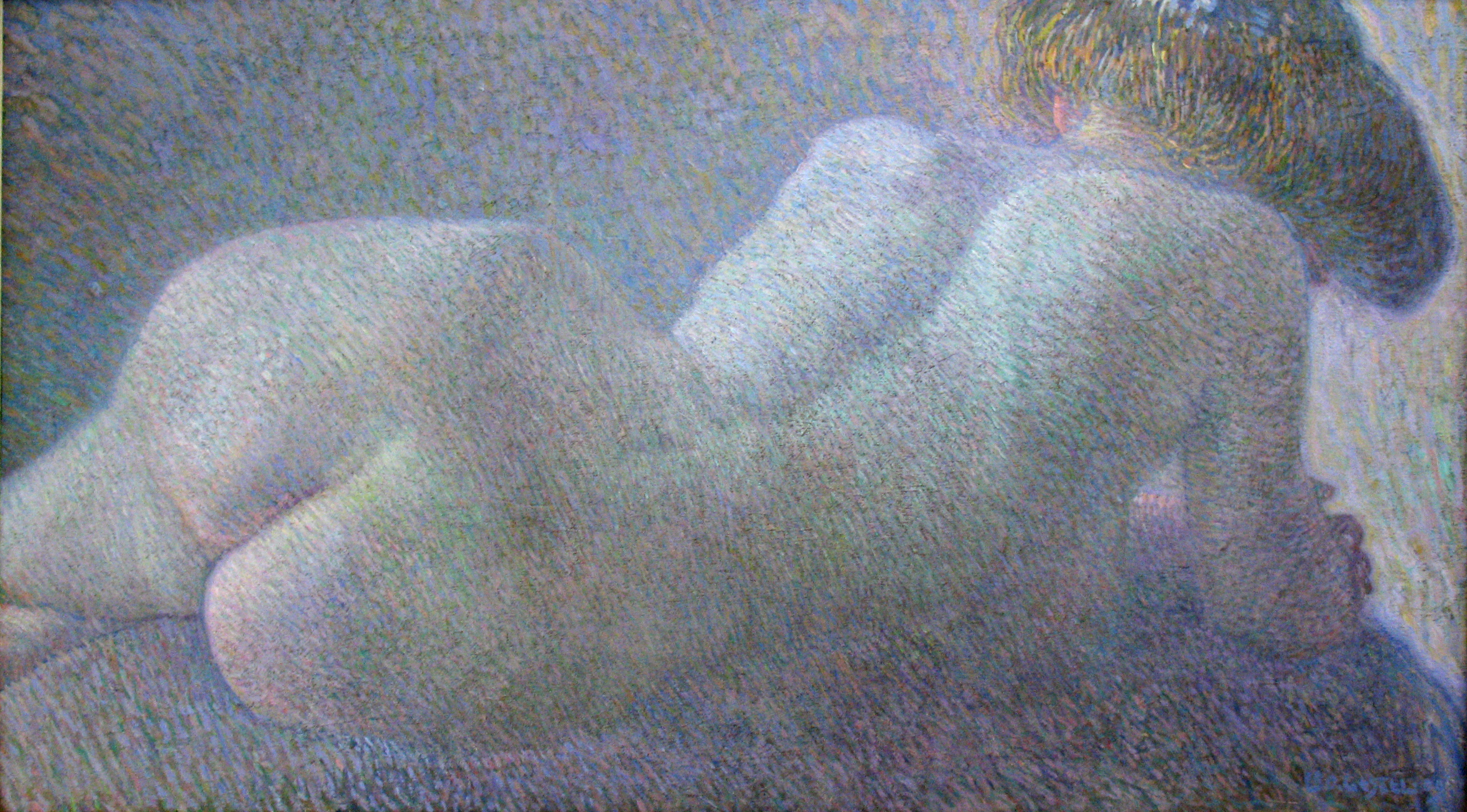
Ню
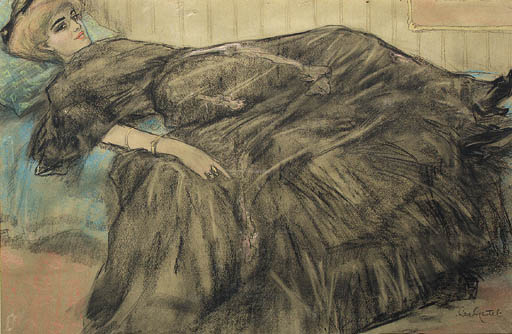
Минуты простоя
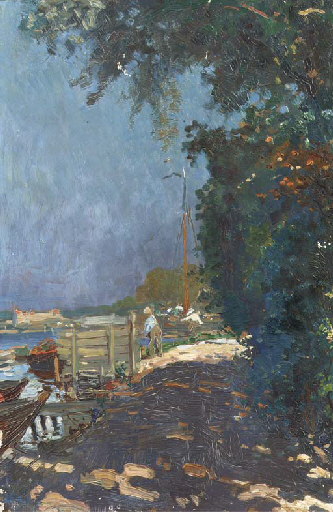
Лодки вдоль берега 1908
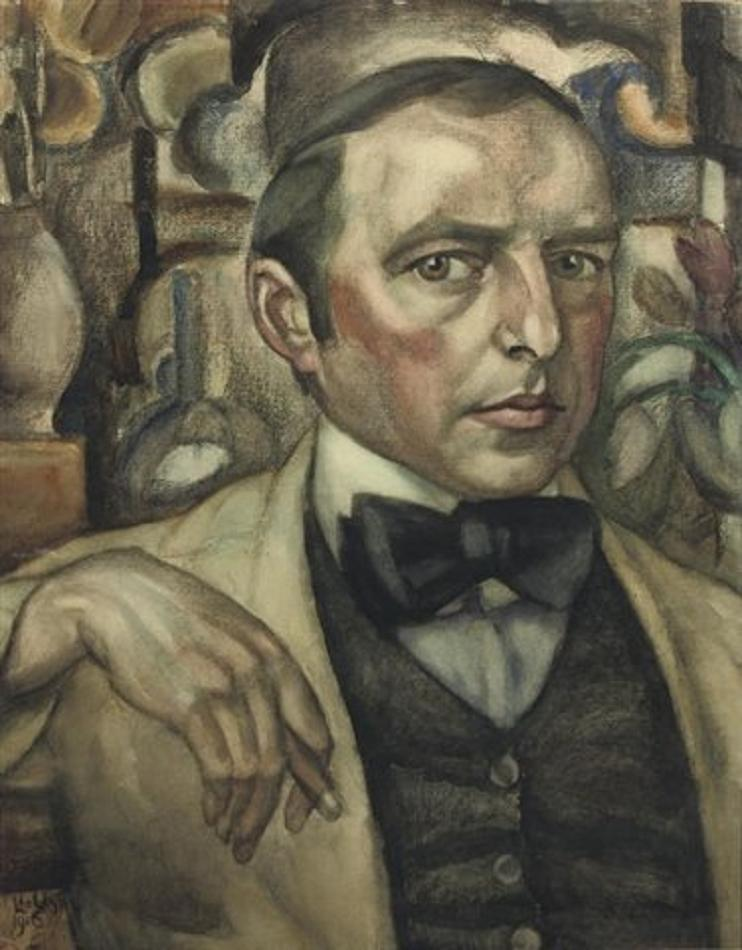
Автопортрет, Лео Гестел. Карандаш, бумага, 1913

## Память

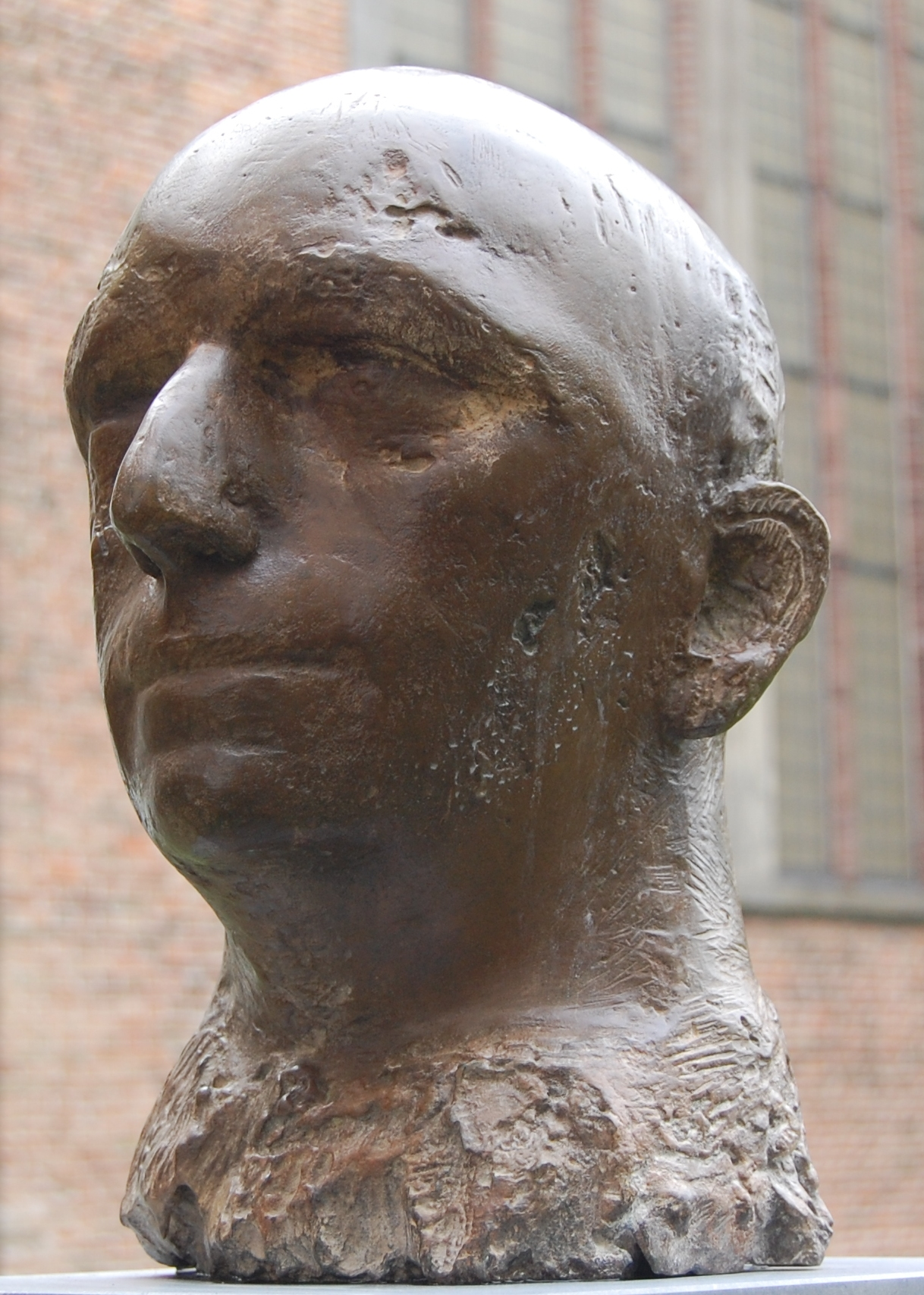
Бюст Лео Гестела, 2015

Одна из улиц Вурдена названа именем Лео Гестела. В 2015 году в Вурдене установлен бюст Гестела работы скульптора Джудита Пфаэлцера (Judith Pfaeltzer).

## Коллекции
Работы художника находятся в коллекциях:
- Музей Седелик Алкмар, Алкмар
- Дрентс Музей, Ассен — исторический музей, расположенный в Ассене, Нидерланды.
- Музей Де Халлен, Харлем
- Музей Франса Хальса, Харлем
- Зингер Ларен, Ларен
- Музей Креллер-Мюллер — музей живописи, расположенный в национальном парке Де-Хоге-Велюве близ поселения Оттерло в Нидерландах, в провинции Гелдерланд
- Музей Ван Боммель Ван дам, Венло
- Музей в г. Зволле (Zwolle)